# Marilena Neacşu
Marilena Neacşu (Sibiu, 14 de agosto de 1961) é uma ex-ginasta romena que competiu em provas de ginástica artística.
Iniciou no desporto aos dez anos de idade, sob os cuidados dos técnicos Cristl Voiciulescu e Nicolae Buzuoianu. Sua estreia em competições, deu-se quatro anos depois, em 1975. No ano seguinte, disputou o Estados Unidos vs Romênia, no qual foi campeã na prova por equipes e 12ª no individual geral. Em 1977, competiu o Campeonato Nacional Romeno, sendo medalhista de prata na prova geral individual. Posteriormente, em 1978, disputou ao lado de Nadia Comaneci, Emilia Eberle, Teodora Ungureanu, Anca Grigoraş  e Marilena Vladarau, o Mundial de Estrasburgo, no qual conquistou a medalha de prata na disputa coletiva, superada pelas soviéticas. Após a realização do Campeonato Internacional Romeno, em 1980, Marilena anunciou sua aposentadoria do desporto. Dez anos depois, apareceu no filme frânces Reach for the sky (Campioana).